# Dynasty Warriors 2
Dynasty Warriors 2, in Giappone Shin: Sangoku musō (真・三國無双?), è un videogioco d'azione strategico pubblicato dalla Koei nel 2000, spin-off del picchiaduro Dynasty Warriors, primo titolo della serie Dynasty Warriors. Il videogioco è stato pubblicato sul mercato al di fuori del Giappone con il titolo Dynasty Warriors 2, creando una discrepanza nella numerazione dei titoli. Nell'America del Nord è stato utilizzato come titolo di lancio per la PlayStation 2.
Nel 2012 è stato distribuito in Giappone tramite PlayStation Network per PlayStation 3.

## Sviluppo
Dynasty Warriors 2 vede la creazione di un nuovo genere, conosciuto successivamente in Giappone come musō, in cui vengono uniti elementi d'azione con elementi strategici, mentre l'ambientazione è quella dei periodo della storia cinese dei Tre Regni.
L'ambientazione era già apparsa in altri giochi sviluppati dall'Omega Force, come Dynasty Warriors e Romance of the Three Kingdoms, e vede come protagonisti gli eponimi tre regni, i Wei, i Wu e gli Shu mentre cercano di dominare l'intero territorio.
Ogni personaggio è stato sviluppato con un sistema di combattimento e un'arma unica, cercando di mantenere una certa fedeltà storica. Sono stati inoltre implementati elementi di gioco di ruolo, come lo sviluppo del personaggio, sia temporaneo che permanente, tramite l'utilizzo di oggetti ottenuti nel gioco.
I livelli in cui vengono riproposte le battaglie storiche sono molto vasti, più di un chilometro quadrato nel gioco, per dare spazio agli elementi strategici in tempo reale. Per esempio, in alcune zone del livello il morale dei soldati che combattono per il giocatore può essere alzato solamente se il giocatore vi combatte insieme, risultando in una maggiore probabilità di vincere.

## Modalità di gioco
Il gameplay implementa il genere musō, unendo elementi d'azione con quelli di strategia in tempo reale. Il giocatore interpreta un generale di uno dei tre eserciti e combatte nelle battaglie al fianco di soldati semplici. In ogni livello sono presenti diversi luoghi da conquistare per arginare l'affluenza di rinforzi dei nemici, protetti da generali nemici e da centinaia di soldati semplici. In questo modo il giocatore è costretto sia a combattere con i diversi nemici sia sviluppare una strategia efficace per bloccare la fazione avversaria e conquistare il vastissimo territorio.
I soldati alleati che combattono al fianco del protagonista tendono ad essere passivi, ma seguono fedelmente il protagonista se guidati da esso. Inoltre, combattere al loro fianco aumenta il loro morale, rendendoli più forti in combattimento. Il giocatore, oltre ad attacchi in mischia, può utilizzare un arco e anche cavalcare.
Le modalità di gioco comprendono quella musō, che crea una specie di storia per ogni personaggio, e la modalità libera, che permette al giocatore di rivivere ogni battaglia precedentemente combattuta con qualsiasi personaggio.

## Personaggi
La maggior parte dei personaggi appartiene ad uno dei Tre Regni, mentre alcuni non rientrano in essi. All'inizio del gioco sono giocabili solamente i primi tre personaggi di ogni regno nella lista sottostante, mentre gli altri vengono sbloccati successivamente.
Regno Shu
- Zhao Yun
- Guan Yu
- Zhang Fei
- Zhuge Liang
- Liu Bei
- Ma Chao
- Huang Zhong
- Jiang Wei

Regno Wei
- Xiahou Dun
- Dian Wei
- Xu Zhu
- Cáo Cāo
- Xiahou Yuan
- Zhang Liao
- Sima Yi

Regno Wu
- Zhou Yu
- Lu Xun
- Sun Shang Xiang
- Taishi Ci
- Sun Jian
- Sun Quan
- Lu Meng
- Gan Ning

Altri
- Diao Chan
- Lü Bu
- Dong Zhuo
- Yuan Shao
- Zhang Jiao

## Livelli
Ogni livello corrisponde ad una battaglia storica o presente nell'opera fittizia Il romanzo dei Tre Regni, per un totale di 8 livelli.
- Rivolta dei Turbanti Gialli (184 d.C.)
- Battaglia del passo di Hulao (191 d.C.)
- Battaglia di Guandu (200 d.C.)
- Battaglia di Changban (208 d.C.)
- Battaglia di Chibi (208 d.C.)
- Battaglia del forte di Xiaoyao (215 d.C.)
- Battaglia di Xiaoting (222 d.C.)
- Battaglia delle pianure di Wuzhang (234 d.C.)

## Accoglienza
Dynasty Warriors 2 è stato ben accolto dalla critica. Secondo Doug Perry di IGN il videogioco merita un voto di 7.8 su 10: esso sfrutta al meglio le capacità della PlayStation 2, con una grafica accattivante e delle cutscene ben concepite, mentre il sistema di combattimento, seppure ben strutturato, tende a diventare ripetitivo. GameRankings e Metacritic suggeriscono voti simili, rispettivamente un 71.88% e un 75 su 100.